# Myrsidea serini
Myrsidea serini är en insektsart som först beskrevs av Eugène Séguy 1944.  Myrsidea serini ingår i släktet sadellöss, och familjen spolätare. Arten är reproducerande i Sverige. Inga underarter finns listade i Catalogue of Life.